# Encarsia quercicola
Encarsia quercicola är en stekelart som först beskrevs av Howard 1908.  Encarsia quercicola ingår i släktet Encarsia och familjen växtlussteklar. Inga underarter finns listade i Catalogue of Life.